# アンソニー・ミセビッチ
アンソニー・ミセビッチ（Anthony Misiewicz, 1994年11月1日 - ）は、アメリカ合衆国ミシガン州デトロイト出身のプロ野球選手 (投手) 。左投右打。MLBのミネソタ・ツインズ傘下所属。

## 経歴

### プロ入りとマリナーズ傘下時代
2015年のMLBドラフト18巡目（全体545位）でシアトル・マリナーズから指名され、プロ入り。契約金は7万ドル。傘下のA-級エバレット・アクアソックスでプロデビューし、14試合（先発7試合）に登板して3勝2敗、防御率2.14、40奪三振を記録した。
2016年はA+級ベーカーズフィールド・ブレイズで29試合に先発登板して7勝10敗、防御率4.79、115奪三振の成績を記録した。
2017年はA+級モデスト・ナッツで開幕を迎え、シーズン途中にAA級アーカンソー・トラベラーズに昇格した。

### レイズ傘下時代
2017年8月6日にマイク・マージャマ、ライアン・ガートンとのトレードで、ルイス・レンヒフォと後日発表選手と共にタンパベイ・レイズへ移籍した。移籍後は傘下のAA級モンゴメリー・ビスケッツへ送られた。この年は移籍前と合わせて3チーム合計で28試合に先発登板して11勝6敗、防御率4.51、141奪三振を記録した。

### マリナーズ時代
2017年12月14日にインターナショナル・ボーナス・プール（海外選手契約金枠）とのトレードで、この年の途中まで在籍したマリナーズへ再び移籍した。
2018年はルーキー級アリゾナリーグ・マリナーズで開幕を迎え、その後AA級アーカンソーに昇格したが、2チーム合計で23試合に先発登板して3勝12敗、防御率5.24、95奪三振と不振だった。
2019年はAA級アーカンソーで開幕を迎え、シーズン途中にAAA級タコマ・レイニアーズに昇格した。2チーム合計で26試合（先発24試合）に登板して9勝8敗、防御率4.59、125奪三振を記録した。
2020年は開幕ロースター入りし、開幕戦となった7月24日のヒューストン・アストロズ戦でメジャーデビューを果たした。この年はメジャーで21試合に登板して0勝2敗、防御率4.05、25奪三振を記録した。
2021年は66試合に登板して5勝5敗、防御率4.61、53奪三振を記録した。
2022年7月29日にDFAになった。

### ロイヤルズ時代
2022年8月1日に金銭トレードでカンザスシティ・ロイヤルズに移籍した。
2023年2月3日にザック・グレインキーの加入に伴いDFAとなった。

### ダイヤモンドバックス時代
2023年2月8日に金銭トレードでセントルイス・カージナルスに移籍したが、3月29日にDFAとなった。同月31日に金銭トレードでアリゾナ・ダイヤモンドバックスに移籍した。
ダイヤモンドバックスでは7試合に登板し、防御率5.63という成績であった。6月12日にDFAとなった。

### タイガース時代
2023年6月18日にウェイバー公示を経て、地元球団のデトロイト・タイガースに移籍し、マイナーオプションの行使により傘下AAA級トレド・マッドヘンズに配属された。同月27日にアクティブ・ロースター入りし、同日のテキサス・レンジャーズ戦に登板するも、一死しか奪えず3失点を喫した。同月29日にDFAとなり、7月1日にAAA級トレドに再配属となった。

### ヤンキース時代
2023年7月7日にウェイバー公示を経てニューヨーク・ヤンキースに移籍し、40人ロースターに登録された上でマイナーオプションによりスクラントン・ウィルクスバリ・レイルライダースに配属された。9月10日にアクティブ・ロースター入りした。オフの11月17日にノンテンダーFAとなったが、12月7日にヤンキースとマイナー契約を結び直した。この年は3球団合計11試合の登板で、2勝0敗1ホールド、8奪三振、防御率7.36を記録した。
2024年も引き続きヤンキースに残留し、6月18日にメジャーに昇格したが、メジャーでは僅か1登板のみに終わり（昇格翌日の19日にヤンキー・スタジアムで行われたボルチモア・オリオールズ戦にてケイレブ・ファーガソンの後を受け、6番手として登板。この試合では1回を投げて被安打2、無失点）、9月9日にジェイソン・ドミンゲスの復帰に伴ってDFAとなり、12日にウェイバー公示を経てAAA級スクラントンに降格した。オフの10月31日にFAとなった。

### ツインズ傘下時代
2025年1月18日にミネソタ・ツインズとマイナー契約を結び、同年のスプリングトレーニングに招待選手として参加することになった。

## 詳細情報

### 年度別投手成績
| 年 度    | 球 団    | 登 板 | 先 発 | 完 投 | 完 封 | 無 四 球 | 勝 利 | 敗 戦 | セ 丨 ブ | ホ 丨 ル ド | 勝 率 | 打 者 | 投 球 回 | 被 安 打 | 被 本 塁 打 | 与 四 球 | 敬 遠 | 与 死 球 | 奪 三 振 | 暴 投 | ボ 丨 ク | 失 点 | 自 責 点 | 防 御 率 | W H I P |
| -------- | -------- | ----- | ----- | ----- | ----- | -------- | ----- | ----- | -------- | ----------- | ----- | ----- | -------- | -------- | ----------- | -------- | ----- | -------- | -------- | ----- | -------- | ----- | -------- | -------- | ------- |
| 2020     | SEA      | 21    | 0     | 0     | 0     | 0        | 0     | 2     | 0        | 8           | .000  | 83    | 20.0     | 20       | 2           | 6        | 1     | 1        | 25       | 2     | 0        | 9     | 9        | 4.05     | 1.30    |
| 2021     | SEA      | 66    | 0     | 0     | 0     | 0        | 5     | 5     | 0        | 19          | .500  | 236   | 54.2     | 61       | 7           | 15       | 2     | 1        | 53       | 6     | 0        | 30    | 28       | 4.61     | 1.39    |
| 2022     | SEA      | 17    | 0     | 0     | 0     | 0        | 0     | 1     | 0        | 3           | .000  | 57    | 13.2     | 14       | 1           | 6        | 0     | 0        | 8        | 0     | 0        | 7     | 7        | 4.61     | 1.46    |
| 2022     | KC       | 15    | 0     | 0     | 0     | 0        | 1     | 1     | 0        | 1           | .333  | 64    | 15.1     | 13       | 3           | 4        | 2     | 0        | 19       | 1     | 0        | 8     | 7        | 4.11     | 1.11    |
| '22計    | KC       | 32    | 0     | 0     | 0     | 0        | 1     | 2     | 0        | 4           | .333  | 121   | 29.0     | 27       | 4           | 10       | 2     | 0        | 27       | 1     | 0        | 15    | 14       | 4.34     | 1.28    |
| 2023     | ARI      | 7     | 0     | 0     | 0     | 0        | 1     | 0     | 0        | 0           | 1.000 | 37    | 8.0      | 11       | 1           | 3        | 0     | 0        | 6        | 2     | 0        | 5     | 5        | 5.63     | 1.75    |
| 2023     | DET      | 1     | 0     | 0     | 0     | 0        | 0     | 0     | 0        | 0           | ----  | 5     | 0.1      | 4        | 1           | 0        | 0     | 0        | 0        | 0     | 0        | 3     | 3        | 81.00    | 12.00   |
| 2023     | NYY      | 3     | 0     | 0     | 0     | 0        | 1     | 0     | 0        | 1           | 1.000 | 13    | 2.2      | 2        | 0           | 3        | 0     | 0        | 2        | 1     | 0        | 3     | 1        | 3.38     | 1.88    |
| '23計    | NYY      | 11    | 0     | 0     | 0     | 0        | 2     | 0     | 0        | 1           | 1.000 | 55    | 11.0     | 17       | 2           | 5        | 0     | 1        | 8        | 3     | 0        | 11    | 9        | 7.36     | 2.09    |
| 2024     | NYY      | 1     | 0     | 0     | 0     | 0        | 0     | 0     | 0        | 0           | ----  | 6     | 1.0      | 2        | 0           | 1        | 0     | 0        | 1        | 0     | 0        | 0     | 0        | 0.00     | 3.00    |
| MLB：5年 | MLB：5年 | 131   | 0     | 0     | 0     | 0        | 8     | 9     | 0        | 32          | .471  | 507   | 115.2    | 127      | 15          | 38       | 5     | 2        | 114      | 12    | 0        | 65    | 60       | 4.67     | 1.43    |

- 2024年度シーズン終了時

### 年度別守備成績
| 年 度 | 球 団 | 投手（P） | 投手（P） | 投手（P） | 投手（P） | 投手（P） | 投手（P） |
| 年 度 | 球 団 | 試 合     | 刺 殺     | 補 殺     | 失 策     | 併 殺     | 守 備 率  |
| ----- | ----- | --------- | --------- | --------- | --------- | --------- | --------- |
| 2020  | SEA   | 21        | 2         | 1         | 0         | 0         | 1.000     |
| 2021  | SEA   | 66        | 2         | 4         | 0         | 0         | 1.000     |
| 2022  | SEA   | 17        | 0         | 0         | 0         | 0         | ----      |
| 2022  | KC    | 15        | 1         | 2         | 0         | 0         | 1.000     |
| '22計 | KC    | 32        | 1         | 2         | 0         | 0         | 1.000     |
| 2023  | ARI   | 7         | 1         | 0         | 0         | 0         | 1.000     |
| 2023  | DET   | 1         | 0         | 0         | 0         | 0         | ----      |
| 2023  | NYY   | 3         | 0         | 1         | 0         | 0         | 1.000     |
| '23計 | NYY   | 11        | 1         | 1         | 0         | 0         | 1.000     |
| 2024  | NYY   | 1         | 0         | 0         | 0         | 0         | ----      |
| MLB   | MLB   | 131       | 6         | 8         | 0         | 0         | 1.000     |

- 2024年度シーズン終了時

### 背番号
- 38（2020年 - 2021年）
- 18（2022年 - 2022年途中）
- 36（2022年途中 - 2023年途中）
- 65（2023年6月27日）
- 54（2023年9月10日 - 同年終了）
- 58（2024年6月19日）